# Spetstråding
Spetstråding (Inocybe acuta) är en svampart som beskrevs av Boud. 1917. Inocybe acuta ingår i släktet Inocybe och familjen Inocybaceae.   Inga underarter finns listade i Catalogue of Life.
I den svenska databasen Dyntaxa används istället namnet Inocybe acutella för samma taxon.  Arten är reproducerande i Sverige.